# Why Jim Reformed
Why Jim Reformed è un cortometraggio muto del 1912 scritto, diretto e interpretato da William Duncan.

## Produzione
Il film fu prodotto dalla Selig Polyscope Company.

## Distribuzione
Distribuito dalla General Film Company, il film - un cortometraggio di una bobina - uscì nelle sale cinematografiche statunitensi il 1º ottobre 1912.